# Mizantropia

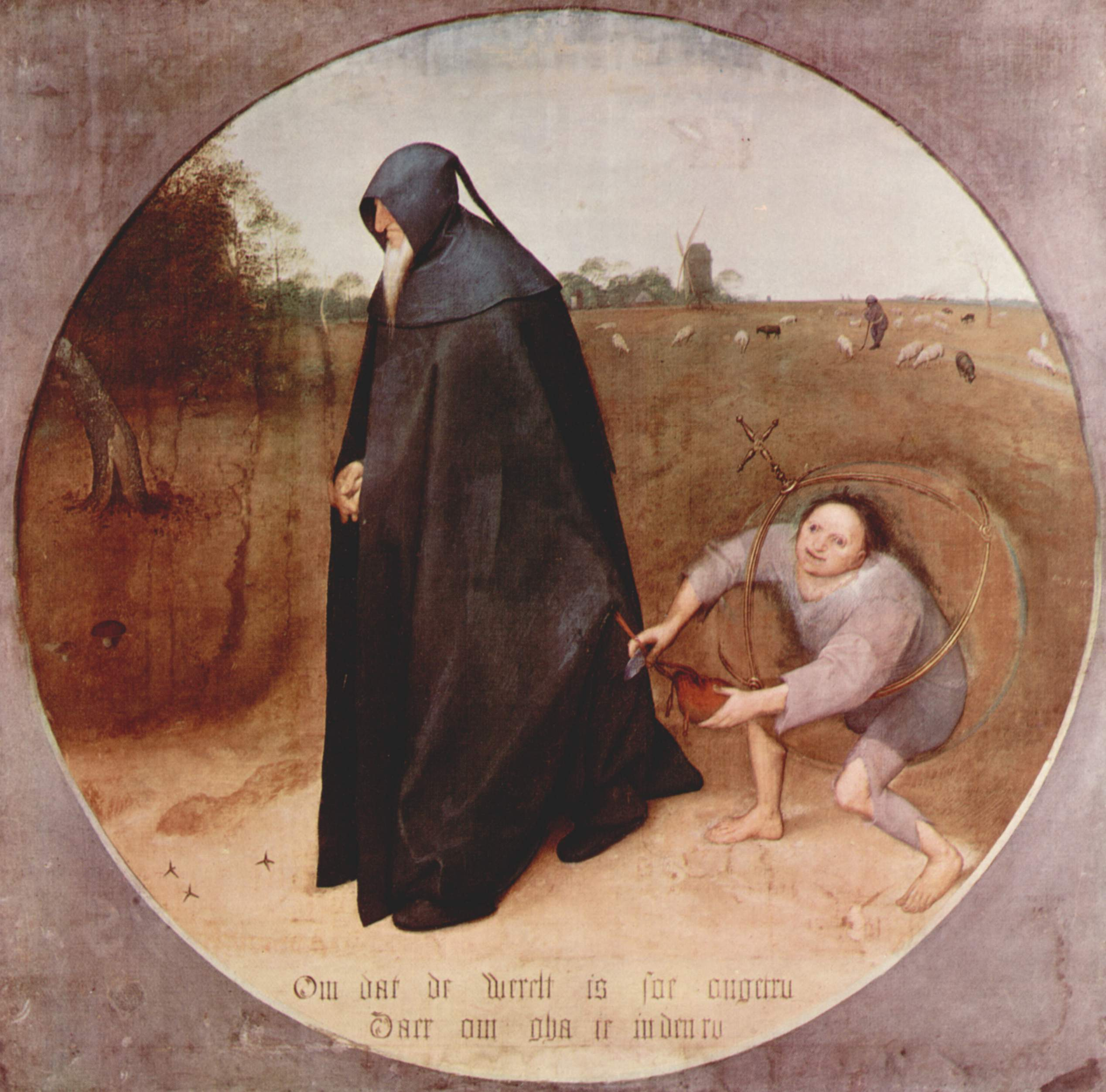
Mizantrop na obrazie Mizantrop autorstwa Pietera Bruegla starszego: starzec w pelerynie i kapturze nasuniętym na głowę, który wydaje się odsuwać od świata pełnego fałszu i kłamstwa, odcinać od człowieka, którym jest rozczarowany

Mizantropia – niechęć do gatunku ludzkiego. Nie jest to uczucie skierowane do poszczególnych jednostek, ale do ogółu populacji. Słowo mizantropia pochodzi od greckich słów anthropos – człowiek oraz miseo – nienawidzę.

## Geneza
Ważną rzeczą jest rozróżnienie pesymizmu filozoficznego i mizantropii. Immanuel Kant powiedział, że: „z krzywego kawałka drewna, z jakiego stworzony jest człowiek, nie da się zrobić nic prostego”. Nie jest to jednak stwierdzenie mające nawiązywać do nieużyteczności człowieka, lecz jego niedoskonałości.
Arthur Schopenhauer pisał, że: „ludzkie istnienie musi być pewnego rodzaju błędem”. Należy jednak dodać, że uczucie mizantropii nie jest jednoznaczne z nieludzkimi uczuciami w stosunku do rodzaju ludzkiego. Schopenhauer uważał bowiem, że etyczne traktowanie innych ludzi jest podejściem właściwym, ponieważ wszyscy cierpimy w równym stopniu i wszyscy jesteśmy częścią tego życia. Rozpatrywał on również kwestię samobójstwa z empatią.
Pojęcie mizantropii bywa nieraz źle rozumiane. Przykładem błędnego przypisania mizantropii jest cytat Jean-Paula Sartre’a: Piekło to inni. Na pierwszy rzut oka, cytat ten wygląda na przykład czystej mizantropii. Są to jednak tylko wnioski, jakie autor wyciąga na podstawie własnych obserwacji. Dotyczą one tendencji ludzi do braku wiedzy o samych sobie. Sartre zauważa skłonność ludzi do przerzucania swoich osobistych lęków i antypatii na innych, zamiast zmierzyć się z nimi osobiście. Jego zdaniem, patrząc na innych, ludzie dostrzegają w nich najgorsze cechy własnej osobowości.
W opowiadaniach H.P. Lovecrafta pojawiają się stwierdzenia o braku znaczenia ludzkości w skali kosmosu, co nie jest jednak równoznaczne z pogardą dla człowieka.

## Mizantropia w literaturze i filozofii
Mizantropia jest przypisywana wielu pisarzom; najczęściej tym, którzy łączą wstręt do ludzkości z czarnym humorem. Od mizantropii w swojej twórczości nie stronili autorzy tak różni, jak Mark Twain, Thomas Bernhard albo Chuck Palahniuk. Arthur Schopenhauer, mimo marnej oceny ludzkości, nie ucieka od czarnego humoru w swoich esejach. Opowiadania Wojciecha Guni niejednokrotnie pokazują mizantropijne podejście do reszty ludzkości.